# خرشنة قطبية جنوبية
خرشنة قطبية جنوبية (الاسم العلمي: Sterna vittata) (بالإنجليزية: Antarctic Tern)‏ هو نوع من الطيور يتبع جنس الخرشنة من الفصيلة النورسية.